# Nowomyszastowskaja
Nowomyszastowskaja (ros. Новомышастовская) – stanica w Rosji, w Kraju Krasnodarskim, w rejonie krasnoarmiejskim. W 2010 liczyła 10 032 mieszkańców.